# Aérodrome de Man
Ne doit pas être confondu avec Aéroport de Manchester ou Aéroport régional de Manchester.
L'aéroport de Man (code IATA : MJC • code OACI : DIMN)   est un aéroport desservant Man, en Côte d'Ivoire. 

## Situation
| Abidjan Bouaké Korhogo Man Odienné San Pédro |

## Compagnies aériennes et destinations
| Compagnies        | Destinations                  |
| ----------------- | ----------------------------- |
| Air Côte d'Ivoire | Abidjan-F.-H.-Boigny, Odienné |

Actualisé le 6/08/2023

## Statistiques
Pour des raisons techniques, il est temporairement impossible d'afficher le graphique qui aurait dû être présenté ici.

Voir la requête brute et les sources sur Wikidata.